# Hobgoblins
Pour plus de détails, voir Fiche technique et Distribution.
Hobgoblins est une comédie horrifique américaine, réalisée, écrite et produite par Rick Sloane (en) et sortie en 1988. 
Ce film est souvent considéré comme une série Z, pale imitation des Gremlins. Il n'a pas rencontré le succès lors de sa sortie, ni commercial ni critique. Il a toutefois connu un regain d'intérêt après avoir été diffusé dans un épisode de la série culte Mystery Science Theater 3000, lors de sa neuvième saison, le 27 juin 1998. Depuis sa diffusion, il est devenu un film culte par les spécialistes des "mauvais films" à tel point que Rick Sloane (en) a réalisé une suite en 2009, Hobgoblins 2 (en) dans laquelle il utilise des remarques faites par Mystery Science Theater 3000.

## Synopsis
Les hobgoblins sont des petits aliens qui peuvent réaliser tous les souhaits qu'on leur soumet. Toutefois, au cours de la réalisation de ce souhait, ils tuent la personne qui l'a fait…

## Fiche technique
- Titre : Hobgoblins
- Titre original : Hobgoblins
- Réalisation : Rick Sloane (en)
- Scénario : Rick Sloane (en)
- Musique : Alan DerMarderosian
- Directeur de la photographie : Rick Sloane (en)
- Montage : Rick Sloane (en)
- Production : Rick Sloane (en)
- Pays de production :  États-Unis
- Genre : Comédie horrifique, science-fiction
- Durée : 92 minutes
- Date de sortie :
  - États-Unis : 14 juillet 1988
  - Allemagne : 15 décembre 1988

## Distribution
- Tom Bartlett : Kevin
- Paige Sullivan : Amy
- Steven Boggs : Kyle
- Kelley Palmer : Daphne
- Billy Frank : Nick
- Tamara Clatterbuck : Fantazia
- Duane Whitaker : Roadrash
- Jeffrey Culver : McCreedy
- Kevin Kildow : Dennis
- Kari French : Pixie
- Daran Norris : Club Scum M.C.

## Récompenses et distinctions

### Nominations
- Saturn Award 2006 :
  - Saturn Award de la meilleure collection DVD (au sein du coffret Mystery Science Theater 3000 Collection Vol. 7 & 8)